# معركة جلب
معركة جلب هي معركة في الحرب الصومالية عام 2006 خاضها اتحاد المحاكم الإسلامية ضد قوات الحكومة الإثيوبية والحكومة الاتحادية الانتقالية للسيطرة على مدينة جلب. بدأت المعركة في 31 ديسمبر 2006 عندما دافعت قوات اتحاد المحاكم الإسلامية عن المدينة لمنع اقتراب الإثيوبيين من مدينة كيسمايو المعقل الرئيسي للاتحاد بعد خسارة مقديشو.

## خلفية
بعد سقوط مقديشو، تراجع حوالي 3000 مقاتل من اتحاد المحاكم الإسلامية نحو مدينة كيسمايو الساحلية على بعد 300   ميل (500 كم) إلى الجنوب. وتحدى زعيم اتحاد المحاكم الإسلامية شريف شيخ أحمد قائلًا: «لن نهرب من أعدائنا. لن نغادر الصومال أبداً. سنبقى في وطننا».
قام المقاتلون الإسلاميون في جلب باستخدام الجرافات لإعداد الخنادق والمواقف الدفاعية، كان لديهم حوالي 3000 مقاتل و60 تقنية مزودة بمدافع مضادة للطائرات ومضادات للدبابات.
وفي يوم السبت 30 ديسمبر وصلت القوات الإثيوبية وقوات الحكومة الاتحادية الانتقالية إلى مدينة جلب على طريق كيسمايو. وحث شريف شيخ أحمد جنود اتحاد المحاكم الإسلامية على القتال.

## المعركة

خريطة الوضع في الصومال عام 2007.

في يوم الأحد 31 ديسمبر بدأ القتال في غابات المانجو الكثيفة على بعد 11 ميل (18 كم) إلى الشمال الغربي من جلب. وضربت
القوات الإثيوبية معاقل اتحاد المحاكم الإسلامية بالدبابات وطائرات الميغ والمدفعية ومدافع الهاون، وكان الطريق إلى جلب مليء بالألغام الأرضية التي يتحكم فيها اتحاد المحاكم الإسلامية عن بعد. كما هاجمت الحكومة الاتحادية الانتقالية والقوات الإثيوبية بلدة بولوبالي بقذائف الهاون والصواريخ.
وفي حوالي الساعة 5:00 بعد العصر، اندلعت معركة عنيفة بالأسلحة النارية على مشارف بلدة جلب بين المقاتلين الإسلاميين وقوات الحكومة المؤقتة المدعومة من إثيوبيا. وقال سكان محليون أن صوت نيران المدفعية الثقيلة سمع في بلدة جمامة قرب جلب.
وصرح القائد الإسلامي الشيخ يوسف حسن: «بدأ القتال، وهناك خسائر فادحة على الجانبين»، وأضاف:«لن نستسلم، وسنقاتل للدفاع عن جلب وكيسمايو حتى الموت».
وأعلن وزير الخارجية الصومالي إسماعيل محمد هرة بوبا أن القتال يسير بشكل جيد للحكومة، وقد تستغرق المعارك حول كيسمايو يومين آخرين. وطالب بمراقبة الساحل الصومالي بحثًا عن المراكب الشراعية والقوارب الصغيرة التي قد تأتي وتحاول إنقاذ أو تعزيز الإسلاميين في كيسمايو. وقال الجنرال كيفين أندهال أن فرقة العمل البحرية التابعة للأسطول الخامس الأمريكي المتمركزة خارج جيبوتي تقوم بدوريات قبالة الساحل الصومالي لمنع مقاتلي اتحاد المحاكم الإسلامية من شن «هجوم أو نقل أفراد أو أسلحة أو مواد أخرى».
وخلال الليل استمرت الضربات المدفعية، مما اضطر في النهاية إلى انهيار الخطوط الأمامية لاتحاد المحاكم الإسلامية، والتخلي عن جلب وكيسمايو. وفي الساعة 10 مساءً، خفت أصوات المدافع. وبحلول منتصف الليل بدأ اتحاد المحاكم الإسلامية في ترك مدينة جلب. وبحلول الساعة 2:00 صباحًا ترك الاتحاد أيضًا مدينة كيسمايو، وتراجعوا إلى رأس كامبوني في جنوب الصومال وإلى مناطق الحدود الكينية.
ونتيجة لذلك طلبت الحكومة الانتقالية من كينيا إغلاق حدودها مع الصومال. ووفقًا لبي بي سي ظهرت عربات مدرعة كينية تُمشط الحدود، على الرغم من أن الحكومة الكينية لم تصدر أي بيانات رسمية.

## ما بعد المعركة
مع تراجع اتحاد المحاكم الإسلامية إلى الحدود الكينية، تقدمت قوات الحكومة الاتحادية الانتقالية ببطء نحو كيسمايو لتجنب العديد من الألغام الأرضية التي تم زرعها. وبحلول 1 يناير 2007 وصلت قوات الحكومة الاتحادية الانتقالية كيسمايو، وسيطروا عليها بدون قتال.
بعد ذلك تحركت الدوريات نحو تأمين الحدود مع كينيا في مقاطعتي أفمادو وبادادهي في منطقة جوبا السفلى. وأغارت الطائرات والمروحيات الإثيوبية على بلدة دوبلي في مقاطعة أفمادو بالقرب من الحدود الكينية. وانتهى القتال بعد منتصف الليل.
وفي 4 يناير أفادت التقارير بأن قوات اتحاد المحاكم الإسلامية تقسَّمت في مقاطعتي أفمادو وباداد، وتركزت في معقل حركة الاتحاد الإسلامي السابق في رأس كامبوني. وأفادت الحكومة الفيدرالية الانتقالية والقوات الإثيوبية أنها استولت على عاصمة المقاطعة أفمادو في 2 يناير، ودوبلي على طول الحدود الكينية في 3 يناير، وأنهم في طريقهم إلى بادادهي عاصمة المقاطعة شمال رأس كامبوني مباشرةً.